# Обухов, Александр Григорьевич
Александр Григорьевич Обухов (5 октября 1921, Лукинки, Череповецкая губерния — 1 августа 1967, Киев) — советский военнослужащий, сапёр 196-го гвардейского стрелкового полка 67-й гвардейской стрелковой дивизии 6-й гвардейской армии 1-го Прибалтийского фронта, гвардии младший сержант, Герой Советского Союза (1944).

## Биография
Родился 5 октября 1921 года в деревне Лукинки (ныне — Кирилловского района Вологодской области) в крестьянской семье.
Окончил пять классов средней школы. Жил в Шлиссельбурге Ленинградской области. Работал на судах Северо-Западного речного пароходства. Окончил курсы командного состава. Был помощником капитана буксирного парохода.

### Великая Отечественная война
В 1941 году призван в ряды Красной Армии. В боях Великой Отечественной войны с июня 1941 года. Воевал на Сталинградском, 1-м Прибалтийском фронтах.
Под Сталинградом А. Г. Обухов с группой разведчиков ходил в тыл врага и доставил пленного «языка», был тяжело ранен. После излечения сражался на Курской дуге.
Когда советские войска подошли к Западной Двине в районе деревни Буй Сенненского района Витебской области, командование поручило А. Г. Обухову и его товарищам форсировать реку, проникнуть на территорию, занятую врагом, и достать «языка». При захвате пленного противник обнаружил наших бойцов и открыл по ним огонь. Боевые друзья А. Г. Обухова были сразу убиты, а он ранен. Превозмогая боль и усталость, разведчик под огнём противника переправился с пленным через Западную Двину и доставил «языка» в штаб.
22 июня 1944 года в боях в районе деревни Сиротино Шумилинского района Витебской области сапёр 196-го гвардейского стрелкового полка А. Г. Обухов под огнём противника обезвредил 100 вражеских противотанковых и противопехотных мин, чем способствовал дальнейшему наступлению. Указом Президиума Верховного Совета СССР от 22 июля 1944 года за образцовое выполнение боевых заданий командования и проявленные при этом мужество и героизм гвардии младшему сержанту Александру Григорьевичу Обухову присвоено звание Героя Советского Союза с вручением ордена Ленина и медали «Золотая Звезда» (№ 5944).

### После войны
После окончания Великой Отечественной войны демобилизовался. Работал на кондитерской фабрике начальником охраны. Окончив курсы подготовки сотрудников госбезопасности в Киеве, с марта 1948 года Обухов служил в органах МГБ/КГБ СССР. В 1950 году вступил в КПСС. В 1952 году он дополнительно окончил Ленинградскую школу МГБ. С 1953 года — на руководящей работе в органах государственной безопасности (сначала в Главном управлении государственной безопасности Министерства внутренних дел СССР, с 1954 года — в КГБ СССР). С 1956 года — сотрудник Управления особых отделов по Группе советских войск в Германии.
В 1966 году в звании подполковника вышел в отставку.
Проживал в Киеве, занимался общественной деятельностью. Скончался 1 августа 1967 года. Похоронен в Киеве на Байковом кладбище.

## Награды и звания
- Медаль «Золотая Звезда» Героя Советского Союза.
- Орден Ленина.
- Орден Красной Звезды.
- Орден Славы 3-й степени.
- Медали.

## Память
- В Северо-Западном речном пароходстве именем Героя, в сентябре 1976 года был переименованный ныне ОТ-2063 буксирный теплоход. Четырехпалубный двухвинтовой буксир-толкач, с надстройкой в средней части судна и выдвинутой вперед рулевой рубкой проекта 428.1. Построенном 03.08.1973 на Судостроительном предприятии: Ganz Danubius Budapest (Венгрия, Будапешт)

Класс речного регистра: О, О-ПР, М-ПР
- В городе Кириллов Вологодской области именем Героя названа средняя школа
- В Челябинске именем Героя названа улица (Металлургический район)